# Wijnbouw in België
De wijnbouw in België kent een geschiedenis van zo'n 2000 jaar. Ondertussen heeft België negen herkomstbenamingen, met elk hun voorgeschreven druivensoorten. De productie neemt toe over de jaren heen, mede door de toename van het aantal wijnstreken en wijnhuizen.

## Geschiedenis

### Oudheid en Middeleeuwen
Vermoedelijk kwam met de Romeinen ook de wijnbouw naar de Lage Landen. Over de wijnbouw in deze periode is zeer weinig bekend.
Vanaf de 13e eeuw is er meer bekend. Tijdens het middeleeuws klimaatoptimum floreert de wijnbouw. Er wordt dan volop wijn verbouwd in wat nu België is. Onder meer kloosters bezitten wijngaarden, maar ook veel kasteelheren hebben hun eigen wijn.

### 17e, 18e en 19e eeuw
In de 17e eeuw was er sprake van een afkoeling van het klimaat. Gedurende deze periode, die vaak als kleine ijstijd wordt aangeduid, verdween een groot deel van, maar zeker niet de hele wijnbouw.
In de 18e eeuw, toen het weer wat warmer was, kende de wijnbouw een opleving, om in het begin van de 19e eeuw volledig te verdwijnen. De teloorgang van Belgische wijnen is volgens sommigen te wijten aan Napoleon Bonaparte die bevel gaf om alle wijnstokken te vernietigen. De werkelijke oorzaak was echter de uitbarsting van de vulkaan Tambora in 1815.

### 20e en 21e eeuw
Pas sinds de jaren zestig van de 20e eeuw wordt er opnieuw wijn verbouwd in België. De belangrijkste productiegebieden zijn het Hageland, Haspengouw, het Heuvelland en de streek Tussen-Samber-en-Maas. Geteelde druiven in België zijn onder andere Müller-Thurgau, Kerner, Pinot gris, Chardonnay, Pinot noir, Pinot blanc, Riesling en Auxerrois blanc. Er zijn een tiental (semi-)professionele wijnbouwers in België.
In België kent men de wijnclassificatie V.Q.P.R.D., Vin de Qualité Produit dans une Région Déterminée. Deze verdeelt de Belgische wijnbouwgebieden in kwaliteitsgebieden volgens de Europese regels in gebieden met een Beschermde Geografische Aanduiding (BGA) en een Gecontroleerde OorsprongsBenaming (GOB). Dit heeft eenzelfde doel als het Franse Appellation d'Origine Contrôlée (AOC). In het begin van de 21e eeuw zien we dan ook een gestage stijging van het aantal hectaren wijngaarden. Dit is het gevolg van de globale klimaatopwarming waardoor het Belgisch klimaat hoe langer hoe geschikter wordt voor het verbouwen van wijndruiven. 

## Herkomstbenamingen
België telt momenteel negen erkende appellaties: 
- 5 beschermde oorsprongsbenaming (of BOB’s): Hagelandse Wijn (1997), Haspengouwse Wijn (2000), Côtes de Sambre et Meuse (2004), Heuvellandse Wijn (2005) en Maasvallei Limburg (2017)
- 2 mousserende kwaliteitswijnen: Vlaamse Mousserende Kwaliteitswijn (2005), Vin Mousseux de Qualité de Wallonie of Crémant de Wallonie (2008)
- 2 landwijnen (beiden een beschermde geografische aanduiding (BGA)): Vin de Pays des Jardins de Wallonie (2004) en Vlaamse Landwijn (2005).

Voor de erkende appellaties moet een wijnmaker zijn wijnen laten keuren als hij zijn wijnen onder die naam wilt uitbrengen. Niet alle domeinen willen dit doen of zien het nut niet in van de appellaties en brengen hun wijn dus gewoon uit als "Belgische wijn".

## Druivenrassen
Voor de BOB Hageland zijn de volgende druivenrassen toegestaan:
- Witte druiven: Auxerrois, Bacchus, Chardonnay, Müller-Thurgau, Kerner, Optima, Ortega, Pinot blanc, Pinot gris, Riesling, Siegerrebe, Würzer.
- Rode druiven: Dornfelder, Pinot Meunier, Pinot noir.

Voor de BOB Côtes de Sambre et Meuse zijn de volgende druivenrassen toegestaan:
- Witte druiven: Auxerrois, Bronner, Chardonnay, Chasselas, Chenin, Johanniter, Madeleine Angevine, Merzling, Müller-Thurgau (or Rivaner), Muscat, Ortega, Pinot blanc, Pinot gris, Riesling, Seibel, Sieger, Traminer (or Gewürztraminer).
- Rode druiven: Gamay, Merlot, Pinot noir, Pinot noir précoce, Regent.

Voor Vlaamse mousserende wijn:
- Witte druiven: Auxerrois, Chardonnay, Pinot blanc, Pinot gris, Riesling.
- Rode druiven: Pinot Meunier, Pinot noir.

Andere druiven die in België worden verbouwd zijn: Muscat bleu, Solaris.

## Wijnstreken en domeinen
De streken zijn natuurlijk gelinkt aan de vijf beschermde oorsprongsbenamingen. Per streek geven we enkele domeinen mee:
- Côtes de Sambre et Meuse
- Hageland
  - Chardonnat Meerdael
  - Kluisberg
- Haspengouw
- Heuvelland
  - Entre-Deux-Monts
  - Monteberg
- Maasvallei Limburg
  - Wijnkasteel Genoels-Elderen
  - Crutzberg

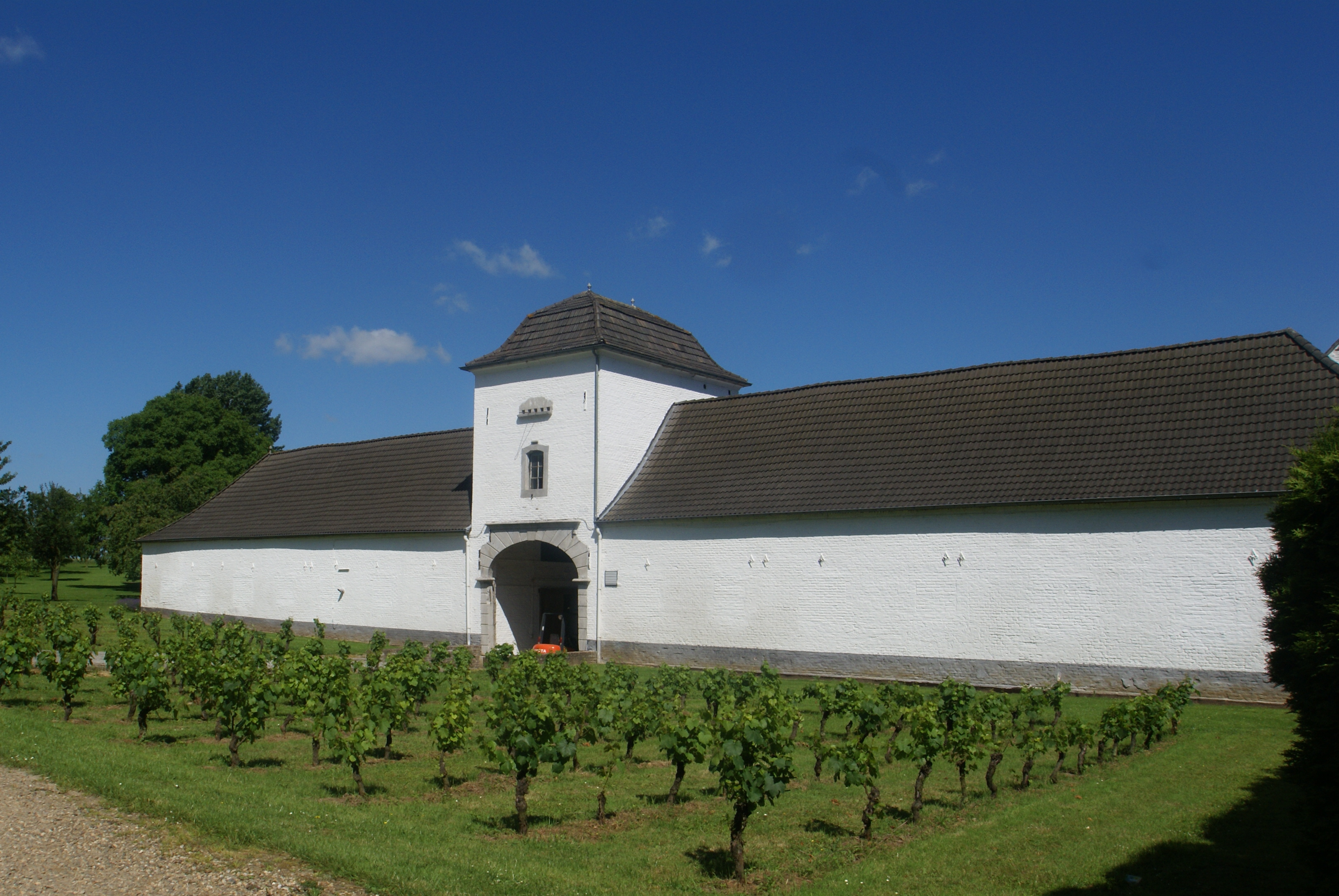
Kasteelhoeve Elderen

Voor de volledige lijsten kan je terecht op Wine Guide Belgium.

## Productie
De wijnproductie stijgt eveneens maar ondervindt toppen en dalen in functie van de weersomstandigheden. Zo waren 2012, 2016, 2019 en 2021 daljaren terwijl alle andere jaren een duidelijke tot sterke stijging kenden met 2022 en 2023 als topjaren qua wijnvolumes. In 2023 werd er 3.434.604 liter wijn geproduceerd, een stijging van bijna 13 % versus 2022. De meerderheid zijn witte en mousserende witte wijnen gevolgd door rode, rosé en mousserende rosé wijnen. In 2023 stak de mousserende rosé de gewone rosé voorbij.
Onderstaande table geeft de nationale wijnproductie in liters weer.
| Wijnsoort       | 2023      | 2022      | 2021    |
| --------------- | --------- | --------- | ------- |
| Wit             | 1.245.716 | 1.067.949 | 554.525 |
| Wit mousserend  | 1.634.108 | 1.378.108 | 527.914 |
| Rood            | 248.114   | 370.928   | 115.986 |
| Rosé            | 131.483   | 120.017   | 77.566  |
| Rosé mousserend | 175.183   | 112.904   | 83.079  |

2023 was het productiefste jaar in de geschiedenis van de Belgische wijnbouw. 290 wijnbouwers produceerden in dat jaar op 891 hectare 3.434.604 liter wijn. Dit betekende een stijging van respectievelijk 11, 11 en 13% tegenover het vorige recordjaar, 2022.
Als we de productie opsplitsen per provincie in Vlaanderen en Wallonië, dan zien we: 
- Totale productie in Vlaanderen 1.596.424 liter
  - Antwerpen: 119.772 liter (laagste)
  - Limburg: 586.897 liter (hoogste)
  - Oost-Vlaanderen: 262.013 liter
  - Vlaams-Brabant: 250.052 liter
  - West-Vlaanderen: 377.690 liter
- Totale productie in Wallonië 1.838.180 liter, verdeeld over
  - Henegouwen: 884.759 liter (hoogste, ook over het hele land)
  - Luik: 435.160 liter
  - Luxemburg: 9.030 liter (laagste)
  - Namen: 317.739 liter
  - Waals-Brabant: 191.492 liter